# Scotts Valley
Scotts Valley est une municipalité du comté de Santa Cruz (Californie) aux États-Unis, au sud de la Silicon Valley. La population est de 11 580 habitants en 2010.
C'est le siège du constructeur de disques durs Seagate Technology, du fabricant de synthétiseurs E-mu et du constructeur de motos électriques Zero Motorcycles.

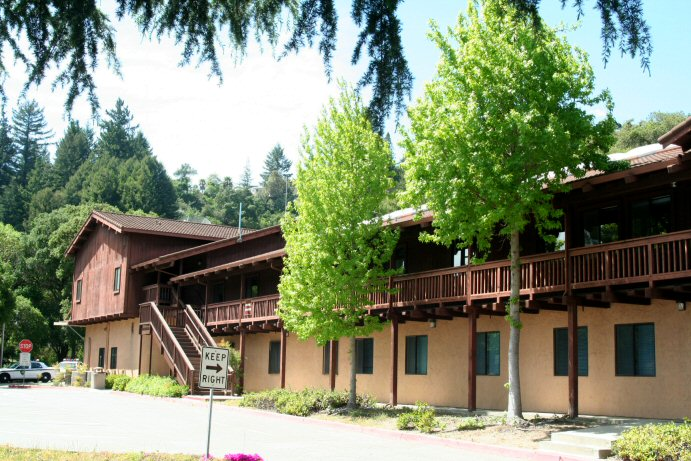
Vue arrière du centre civique de Scotts Valley/hôtel de ville et service de police

## Démographie
| 1970  | 1980  | 1990  | 2000   | 2010   | - |
| ----- | ----- | ----- | ------ | ------ | - |
| 3 621 | 6 891 | 8 615 | 11 385 | 11 580 | - |